# SMS Körös (1892)
Az SMS Körös egy monitor volt a Császári és Királyi Haditengerészet kötelékében. A Körös-osztály tagja, testvérhajóra az SMS Szamos volt.

## Építése
Építését 1891-ben kezdték meg és 1892-ben bocsátották vízre. Szolgálatát 1894-ben kezdte meg. Ő volt a Körös-osztály első tagja, testvérhajóra az 1892-ben elkezdett SMS Szamos volt.

## Szolgálata
Miután 1892-ben vízre bocsátották, 1894-ben hadrendbe állt. 1914 és 1918 között végigharcolta az első világháborút. 1918-ban tagja lett az úgynevezett fekete-tengeri különítménynek. 1918. október 31-én sűrű köd közepette zátonyra futott és másnap 12 óráig szakadatlan tűzpárbajt vívott a szerb tüzérséggel. Mivel a hajót levontatni nem lehetett, legénysége elhagyta a monitort. Ezután a hajó a jugoszláv erők hadizsákmányává vált. 1918 végén átkeresztelték Morava névre és a Szerb–Horvát–Szlovén Királyság, majd később Jugoszlávia szolgálatában állt. 1941. április 12-én legénysége elsüllyesztette. 1941-ben kiemelték és Bosna néven újra szolgálatba állították. 1944 júniusában aknarobbanás következményeként elsüllyedt.  Maradványait végül 1945 és 1946 között szétbontották.

## Lásd még
- Császári és Királyi Haditengerészet